# A Time of Changes
A Time of Changes è il primo album del gruppo musicale britannico heavy metal Blitzkrieg, pubblicato nel 1985 dalla Neat Records.

## Concezione
Si tratta del primo disco della band dopo essersi riformata nel 1984, in precedenza era stata attiva tra il 1980 e il 1981 e aveva prodotto due demo (uno registrato dal vivo) ed un singolo prima di sciogliersi.
L'album contiene nuove versioni delle canzoni Ragnarok / Inferno, Armageddon, Blitzkrieg e Saviour già apparse sulle precedenti registrazioni; inoltre il brano Pull the Trigger è una cover dei Satan, l'altra band di Brian Ross e Sean Taylor.

## Accoglienza
Quando uscì non ricevette consensi unanimi da parte dalla critica, ma col tempo è entrato a far parte degli album più conosciuti della NWOBHM (al pari di album come Angel Witch e Lightning to the Nations); ciò lo si deve principalmente al fatto che sono stati riscoperti grazie ai Metallica, che hanno più volte eseguito la cover della loro omonima canzone, originariamente pubblicata sul singolo del 1981.

## Ristampe
Il disco è stato ristampato in CD dalla Castle Music nel 1992 con l'aggiunta della canzone Take A Look Around (già apparsa sul demo live Blitzed Alive del 1981) ed in seguito è stato inserito nella raccolta A Time of Changes - Phase 1.

## Tracce
Testi e musiche di Ross e Sirotto, eccetto dove indicato.
1. Ragnarok/Inferno – 6:15 (Ragnarock: Ross, Sirotto, Boddy, Jones; Inferno: Sirotto, Jones, Smith) – Ragnarock strumentale
2. Blitzkrieg – 3:23 (Jones, Smith, Sirotto)
3. Pull the Trigger – 5:22 (Tippins) – cover dei Satan
4. Armageddon – 6:18
5. Hell to Pay – 4:50
6. Vikings – 4:39
7. A Time of Changes – 5:43
8. Saviour – 3:39

Traccia bonus CD
1. Take a Look Around – 4:14 – inserita come traccia 6 con conseguente cambio di numerazione

## Formazione
- Brian Ross - voce
- Jim Sirotto (accreditato come Sieroto) - chitarra
- Mick Proctor - chitarra
- Mick Moore - basso
- Sean Taylor - batteria